# Tézébiné
Tézébiné est une communauté rurale de la région d'Askeran, en Azerbaïdjan.

## Population
Elle compte 1 396 habitants en 2005.